# Principatul Ahaia
Principatul Ahaia, Principatul de Achaia sau Principatul Moreea  a fost fondat în 1205 ca un stat vasal al Imperiului Latin de Constantinopol, care a înlocuit Imperiul Bizantin după ce cruciada a patra a cucerit Constantinopolul. A devenit vasal al  Regatului Salonicului, alături de Ducatul Atenei, până când Tesalonicul a fost capturat de Teodor Comnen Dukas, despotul Epirului, în 1224. După aceea, Ahaia a devenit pentru o vreme puterea dominantă în Grecia.
În 1262, William de Villehardouin (al patrulea print al principatului) a fost eliberat (după ce a căzut prizonier în Bătălia din Pelagonia) în schimbul a trei cetăți de pe vârful sud-estic al peninsulei Morea. Acest punct de sprijin va fi extins treptat și va deveni în secolul următor Despotatul Moreei sau Mystras, în timpul împăratului Ioan al VI-lea Cantacuzino.
În 1432 principatul Ahaia a fost absorbit în Despotatul Ahaia, o provincie a Imperiului Bizantin.